# 伊兹布申斯基
伊兹布申斯基（俄语： Избушенский) 是俄罗斯伏尔加格勒州绥拉菲摩维奇区下轄的一个胡托尔， 位于绥拉菲莫维奇西南42公里处。。截至2010年，當地人口为14人。
第二次世界大战期间，这里是伊兹布申斯基冲突的戰場。